# Peter Lütsches
Peter Lütsches (* 7. November 1898 in Oedt, Kreis Kempen-Krefeld; † 31. Oktober 1959 in Düsseldorf) war ein deutscher Politiker (Zentrum / CDU), NS-Opfer, Journalist und Gründer des BVN.

## Leben
Peter Lütsches war gelernter Kaufmann. Er war Inhaber der Marmorwerke Lütsches in Süchteln, ein Unternehmen, das vor allem Grabsteine produzierte. Bis zur Machtergreifung der Nationalsozialisten 1933 war er Vorsitzender der Deutschen Zentrumspartei in Süchteln und Stadtverordneter. 1934 traten die Mitglieder der dortigen Zentrumsfraktion geschlossen als Hospitanten der NSDAP-Fraktion bei, so auch Lütsches als ihr Vorsitzender. 1935 flüchtete er vor einem Haftbefehl in die Niederlande. Haft drohte ihm nicht aus politischen Gründen, sondern wegen Betrugs, Untreue und Abgabe falscher eidesstattlicher Erklärungen. Er hatte Versicherungs- und Krankenkassenbeiträge seiner Beschäftigten diesen zwar vom Lohn abgezogen, aber sie nicht abgeführt. 1952 erklärte er, er habe sich „der nationalsozialistischen Verfolgung zu entziehen“ versucht.
In Utrecht war er Sekretär der Internationalen Katholischen Flüchtlingshilfe (Katholiek Comité Voor Slachtoffers van Geloofsvervolging), die „sich besonders um die Fluchthilfe nicht-arischer Katholiken nach Südamerika verdient machte“. Lütsches trat auch unter dem Pseudonym P. van Meegen auf. Nach der Besetzung der Niederlande durch deutsche Truppen wurde er von der Gestapo festgenommen und nach Haftaufenthalten in verschiedenen Polizeigefängnissen Ende 1940 in das KZ Sachsenhausen deportiert. Dort wurde er als Rapportschreiber des Nebenlagers Lieberose und des SS-Bauhofs eingesetzt. Im Februar 1945 wurde er auf einem „Evakuierungsmarsch“ von Soldaten der Roten Armee befreit.
In der zweiten ernannten Wahlperiode des Landtages von Nordrhein-Westfalen gehörte Lütsches vom 19. Dezember 1946 bis zum 19. April 1947 dem Landesparlament an. 1948 war er als CDU-Lizenzträger Chef des Düsseldorfer Wochenblatts Freies Europa. Von 1945 bis 1950 war er Mitglied und Funktionär der Vereinigung der Verfolgten des Naziregimes (VVN) und zudem Leiter der Verbandszeitung der VVN, die er 1950 verließ, um „unter Zuspruch“ Adenauers eine Gegengründung vorzunehmen, die die Bedeutung der VVN erreichen sollte. Lütsches war ein Hauptinitiator des CDU-orientierten und strikt antikommunistischen Bunds der Verfolgten des Naziregimes (BVN). Der Chefredakteur Karl Marx der Allgemeinen Wochenzeitung für die Juden in Deutschland kritisierte die Abspaltung. Ein Einwand lautete, dass Lütsches vor der Gründung nicht den Kontakt zu den jüdischen Verfolgten gesucht habe. Nach vollzogener Gründung begründete Lütsches sein Verhalten damit, er habe verhindern wollen, „verraten zu werden, da ja die meisten Juden Kommunisten seien.“
Von 1950 bis 1953 war Lütsches Bundesvorsitzender des von der CDU und US-amerikanischen Geheimdiensten finanzierten BVN. Sein umstrittenes Engagement für erst die VVN, dann den BVN war mit „handfesten, eigenen wirtschaftlichen Interessen“ verbunden (Spernol). Vor dem Seitenwechsel hatte er Geld und Inventar der von ihm betreuten VVN-Zeitung unterschlagen. Nach dem Wechsel finanzierten Bundesinnenministerium und Geheimdienste nicht nur den BVN, sondern auch ihn. Zugleich gelang es ihm „durch eine Intervention bei Adenauer“, der VVN die finanzielle Unterstützung, die sie aus öffentlichen Mitteln erhielt, zu entziehen.
Wegen seiner eigenmächtigen und satzungswidrigen Verbandsführung musste er 1953 sein Amt niederlegen. Sein Antrag auf Entschädigung löste 1953 eine Untersuchung des NRW-Innenministeriums aus, nachdem die Wiedergutmachungsbehörde den Antrag abgelehnt hatte. Neben dem Hospitantenstatus bei der NSDAP ab 1934 und dem Haftbefehl von 1935, die beide unstrittig waren, spielte der Vorwurf eine Rolle, Lütsches habe sich 1933 um Aufnahme in die NSDAP bemüht. Ein verbaler Angriff auf den Bürgermeister nach der Machtübergabe erwies sich deutbar als eine Denunziation.
Wiewohl Lütsches persönlich tief in eine Korruptionsaffäre verwickelt war, betrieb der BVN unter seiner Führung „Hetzkampagnen“ (Lissner) gegen die VVN und eine Entlassungskampagne gegen den Ministerialdirigenten jüdischer Herkunft im Wiedergutmachungsamt Marcel Frenkel, bekanntes Mitglied der KPD. Lütsches warf Frenkel eine Klientelwirtschaft von Kommunisten, Sozialdemokraten und Juden vor, die sich wechselseitig begünstigen würden. Für den Historiker Boris Spernol rekurrierte er damit auf die Figur des „jüdischen Bolschewisten“ der NS-Propaganda. Die Vorwürfe gegen Frenkel erwiesen sich, wie Landesrechnungshof und Innenministerium nach gründlicher Untersuchung gemeinsam 1950 „ausdrücklich“ feststellten, „als völlig ausgeräumt“. Lütsches blieb dennoch nicht ohne Erfolg, da Frenkel, wie dieselbe Stellungnahme bemerkte, „jedoch in einem anderen Zusammenhang wegen seiner KPD-Zugehörigkeit beurlaubt“ worden sei. Spernol wertet Lütsches vor dem Hintergrund seiner Affären als „eine zumindest zwielichtige Figur.“